# Pseudophysocephala discalis
Pseudophysocephala discalis är en tvåvingeart som först beskrevs av Camras 1962.  Pseudophysocephala discalis ingår i släktet Pseudophysocephala och familjen stekelflugor.
Artens utbredningsområde är Uganda. Inga underarter finns listade i Catalogue of Life.